# Magliano Romano
Magliano Romano – miejscowość i gmina we Włoszech, w regionie Lacjum, w prowincji Rzym.
Według danych na rok 2004 gminę zamieszkiwało 1278 osób, 60,9 os./km².